# Klozapin
Klozapin, prvi atipični antipsihotik, je triciklički derivat dibenzodiazepina. Koristi se za liječenje shizofrenije kod pacijenata koji ne reagiraju adekvatno na liječenje ostalim antipsihoticima zbog njihove nedovoljne učinkovitosti, nemogućnosti postizanja učinkovitih doza ili zbog nepodnošenja nepovoljnih učinaka tih lijekova. Klozapin se daje pacijenatima koji su imali neadekvatne reakcije na barem 3 različita antipsihotika (iz najmanje 2 različite kemijske skupine) tijekom prethodnih 5 godina.

## Kemija
Klozapin je triciklički derivat dibenzodiazepina, 8-klor-11-(4-metil-1-piperazinil)-5H-dibenzo [b, e] [1,4] diazepin. Slabo je topljiv u vodi, topljiv je u acetonu i jako je dobro topljiv u kloroformu.

## Indikacije
Klozapin se daje pacijentima koji su rezistentni na liječenje ostalim antipsihoticima (30% pacijenata tretiranih klozapinom je pokazalo pozitivan odgovor na terapiju i poboljšanje stanja u odnosu na samo 4% pacijenata koji su pokazali odgovor na terapiju klorpromazinom), ali i za smanjenje rizika suicidalnog ponašanja kod pacijenata sa shizofrenijom ili shizoafektivnim poremećajem (pacijenti liječeni klozapinom su pokazali statistički značajno duži vremenski period do ponovnog suicidalnog ponašanja u usporedbi s olanzapinom).

## Kontraindikacije
Klozapin je kontraindiciran u bolesnika s prethodnom preosjetljivosti na klozapin ili bilo koji drugi sastojak ovog lijeka, u bolesnika s mijeloproliferativnim poremećajima, teškim bubrežnim ili srčanim poremećajima (npr. miokarditis), epilepsijom ili kod pacijenata s prethodnom pojavom klozapinom izazvane agranulocitoze ili teške granulocitopenije, kod pacijenata s teškom depresijom središnjeg živčanog sustava ili komatoznih stanja iz bilo kojeg razloga.

## Mehanizam djelovanja
Klozapin je antagonist serotoninskih receptora 5-HT2a, 5-HT2C, 5-HT6, i 5-HT7, histaminskih receptora H1, muskarinskih receptore M1 i alfa-1-adrenoreceptora,  ima relativno jak afinitet prema nekoliko dopaminergičkih receptora (D1, D3, D4 i D5), ali pokazuje slab antagonizam za D2 receptora (manje od 0.2% potencije u odnosu na potentnost tipičnog antipsihotika spiroperidola). Klozapin je više od 10 puta potentniji za serotoninske receptore nego za dopaminske D2 receptore. Djelotvoran je kada zauzima 20-67% D2 receptora te je kod njega dokazan smanjeni potencijal za pojavu abnormalnosti pokreta u odnosu na antagoniste dopaminskih D2 receptora koji se vežu velikim afinitetom (zabilježeno je značajno smanjenje katalepsije kod štakora koji su tretirani klozapinom). Blokada D2 receptora dovodi do smanjenja pozitivnih simptoma, a blokada 5-HT2A receptora smanjuje negativne simptome koji se javljaju u bolesnika sa shizofrenijom.

## Farmakokinetika
Klozapin tablete su jednako bioraspoložive kao i otopina klozapina. Metabolizam prvog prolaza smanjuje njegovu bioraspoloživost na 60 do 70 % od prve primijenjene doze. Najveća koncentracija u plazmi je 319 ng/ml koja se javlja 2,5 h nakon uzimanja. Hrana ne pokazuje utjecaj na sistemsku bioraspoloživost klozapina.
Klozapin je 97% vezan na serumske proteine.
Sustav citokroma P450 (najviše izoenzim 1A2, ali i 2D6 i 3A3) u jetri je primarno odgovoran za metabolizam klozapina. Klozapin je gotovo potpuno metaboliziran prije izlučivanja. Desmetilirani metabolit (norklozapin) ima ograničenu aktivnost, a hidroksilirani i N-oksidni derivati su neaktivni. Djelatne tvari koje inhibiraju CYP1A2 (npr. teofilin, ciprofloksacin, fluvoksamin) smanjuju metabolizam klozapina i uzrokuju kliničku toksičnost pri uobičajenim, dozvoljenim dozama.
50% primijenjene doze klozapina izlučuje se mokraćom, a 30% fecesom. Poluvrijeme eliminacije je u prosjeku 14 h, ali javljaju se bitne razlike među pojedincima.

## Toksičnost

### Karcinogenost
Klozapin nije pokazao kancerogeni potencijal u dugoročnim studijama na miševima i štakorima s dozama do 0,3 i 0,4 puta maksimalne preporučene doze u ljudi (900 mg/dan).

### Mutageneza
Nije pokazao genotoksičnost u testovima genskih mutacija i kromosomskih aberacija (bakterijski Ames test, in vitro V79 test na stanicama sisavaca in vitro spontana DNA sinteza u hepatocitima štakora i in vivo mikronukleus test na miševima).

### Teratogenost
Nije pokazao neželjene efekte na bilo koji parametar plodnosti, trudnoće, težine fetusa ili postnatalnog razvoja u studijama kada se davao oralno muškim štakorima 70 dana prije parenja i ženskim štakorima 14 dana prije parenja u dozama do 0,4 puta maksimalne preporučene doze u ljudi. Klozapin je lijek B kategorije prema FDA klasifikaciji.

### Dojenje
Dokazano je prisustvo klozapina u majčinom mlijeku kod ljudi. Zbog mogućih ozbiljnih nuspojava u dojenčeta, treba donijeti odluku da li će se prekinuti dojenje ili uzimanje lijeka, uzimajući u obzir važnost lijeka za majku. 

## Nuspojave
Nuspojave uzrokovane klozapinom uključuju zatvor, glavobolje, ukočenost mišića, sedaciju, drhtavicu, hiperglikemiju, povećanje tjelesne težine, hipersalivaciju, vrtoglavicu, pospanost itd. Klozapin može uzrokovati neke ozbiljne i potencijalno smrtonosne nuspojave. 
Klozapin nosi pet “black box warning” upozorenja, uključujući upozorenja za agranulocitozu, ortostatsku hipotenziju, bradikardiju i sinkopu, napadaje, miokarditis i kardiomiopatiju i povećanu smrtnost kod starijih bolesnika s demencijom.

### Agranulocitoza
Opasnost od razvijanja agranulocitoze tijekom liječenja klozapinom je najmanje 0,5%.  Prije početka tretmana klozapinom potrebno je izmjeriti broj bijelih krvnih stanica i potpun broj neutrofila te nastaviti praćenje tijekom tretmana. Pojava agranulocitoze nije ovisna o dozi.

### Napadaji
Pojava napadaja je ovisna o dozi klozapina.

### Miokarditis
Miokarditis je ponekad smrtonosna nuspojava klozapina, koja se obično razvija unutar prvih mjesec dana od početka tretmana.

### Povećanje tjelesne težine
Povećanje tjelesne težine se često javlja kod pacijenata liječenih klozapinom. Studije su pokazale da je 12 % pacijenata koji su započeli studiju s normalnim BMI (<25), a uzimali su klozapin, dobilo dovoljno kilograma kako bi se kategorizirali kao pretili (≥30 ) u roku od 2 godine, dok ni jedan pacijent koji je uzimao antipsihotik prve generacije nije pokazao ovu nuspojavu. Također se pokazalo da žene koje koriste klozapin imaju veću vjerojatnost da će postati pretile (28%) u odnosu na muškarce koji koriste klozapin (3%).

## Povijest
godine 1961. Sandoz je razvio prvi atipični antipsihotik - klozapin. Klozapin je prvi put stavljen na tržište u Europi 1971.g. 1975.g. klozapin je dobrovoljno povučen s tržišta od strane proizvođača zbog zabilježenih slučajeva agranulocitoze. Mnoga istraživanja provedena 1980-ih godina su pokazala učinkovitost klozapina kod pacijenata koji su bili rezistentni na liječenje ostalim antipsihoticima. FDA je ponovno odobrila uporabu klozapina 1989.g. kod pacijenata koji ne odgovaraju na liječenje ostalim antipsihoticima. 2002.g. FDA je odobrila smanjenje rizika od samoubojstva u pacijenata sa shizofrenijom ili shizoafektivnim poremećajem kao novu indikaciju klozapina.